# Catedral de Nuestra Señora (Dax)

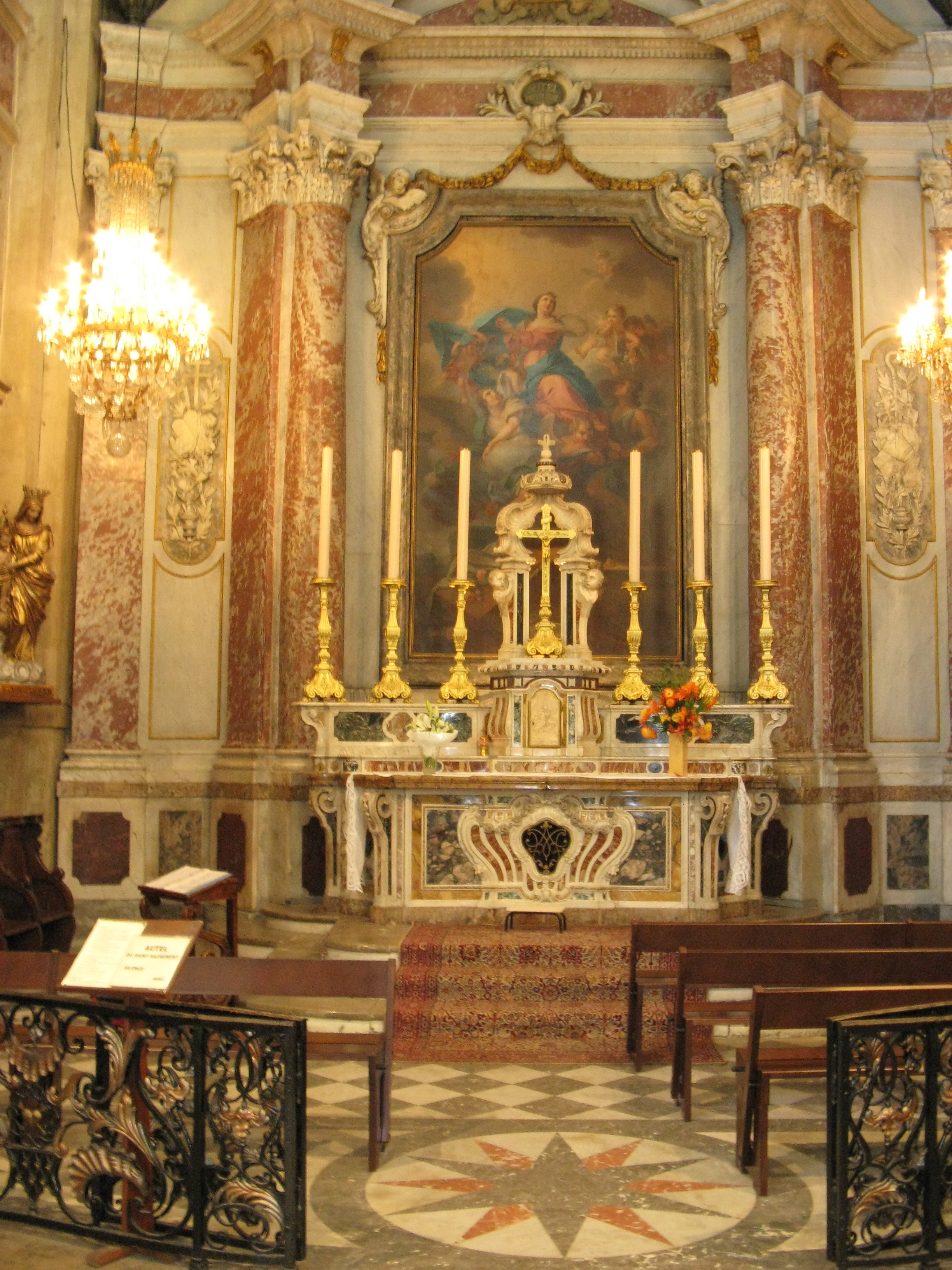
Vista interna.

La catedral de Nuestra Señora de Dax también llamada catedral de Santa María o simplemente catedral de Dax (en francés: Cathédrale Notre-Dame de Dax o Cathédrale Sainte-Marie) es una catedral católica en la ciudad de Dax en el departamento de Landas de Francia.

## Historia
La diócesis de Dax no fue restaurada tras la Revolución Francesa sino que fue, incluyendo Aire, añadida a la Diócesis de Bayona por el Concordato de 1801. En 1817 las diócesis anteriores de Dax y de Aire se separaron de nuevo de la de Bayona y se unieron para formar la nueva diócesis de Aire y Dax, ubicando la sede episcopal en la catedral de Aire.
En 1833 la sede episcopal fue transferida oficialmente a la catedral de Dax. La catedral de Aire permanece como una co-catedral. La catedral de Dax es un monumento nacional de Francia.

## Descripción
A finales del siglo XIII, cuando la ciudad de Dax estaba en la cima de su prosperidad, los obispos tenían varios edificios eclesiásticos construidos, entre los cuales había una nueva catedral en el sitio de un antiguo santuario románico que se había vuelto demasiado estrecho. 
Esta estructura gótica se derrumbó en 1646; todo lo que queda de aquel edificio es la Portada de los Apóstoles en el transepto norte: tiene 12 metros de altura y 8 metros de ancho, esta puerta contiene una cantidad de hermosas esculturas, bastante raras en el sur de Francia, a pesar de algunas mutilaciones y daños causados durante el paso del tiempo.
Sobre el transepto del crucero se eleva una cúpula decorada con pinturas. En el coro se conservan las hermosas sillerías de los canónigos procedentes de la antigua catedral (siglo XVI). El altar mayor y el altar de la Virgen, de mármoles coloreados de mediados del siglo XVIII, son obra de escultores aviñoneses de origen suizo, los hermanos Mazzetti. El edificio también conserva varias pinturas, entre ellas Jesús y sus discípulos de Gerrit van Honthorst, un maestro holandés del siglo XVII, y La adoración de los pastores de Hans von Aachen de finales del siglo XVI.

### Portada de los Apóstoles
Testimonio de la catedral gótica del siglo XIII levantada sobre el mismo lugar, formaba parte de la monumental entrada estructurada en tres grandes arcadas sostenidas por cuatro pilastras, formadas por un racimo de siete columnas cuyos capiteles con ornamentos vegetales dividían la ojiva en siete nervaduras correspondientes a las columnas. La entrada fue demolida a finales del siglo XIX cuando se amplió la iglesia alargando la nave que había sido reconstruida en el siglo XVII. Su parte inferior estuvo soterrada un metro de altura, siguiendo el levantamiento del terreno, y el resto estaba oculto por los pilares y arcos de un pórtico. Aunque amenazada de destrucción, su conservación se vio beneficiada por la intervención de arqueólogos que en 1884 obtuvieron su calificación. Al no poder utilizarse más como entrada, se trasladó. En un primer momento se consideró colocarla contra la fachada exterior del crucero sur, pero se consideró que habría invadido el lugar público. Se propuso entonces moverla de nuevo para colocarla entre dos contrafuertes de la parte  baja del lado suroeste, en el jardín de la sacristía, para finalmente, en 1888, volver a montarla en el interior, en el transepto de la iglesia, buscando mayor protección.

## El órgano
El órgano fue construido por los sucesores de Jean-Baptiste Micot en 1785. La caja del órgano, de finales del siglo XVII, se atribuye a Caular, ebanista local; esta caja, recientemente restaurada, es una de los más bellas de Francia. Ha sido clasificada desde 1984 como bien mueble. La parte instrumental, de 56 registros, fue completamente reconstruida por Robert Chauvin en 1987.

## Galería

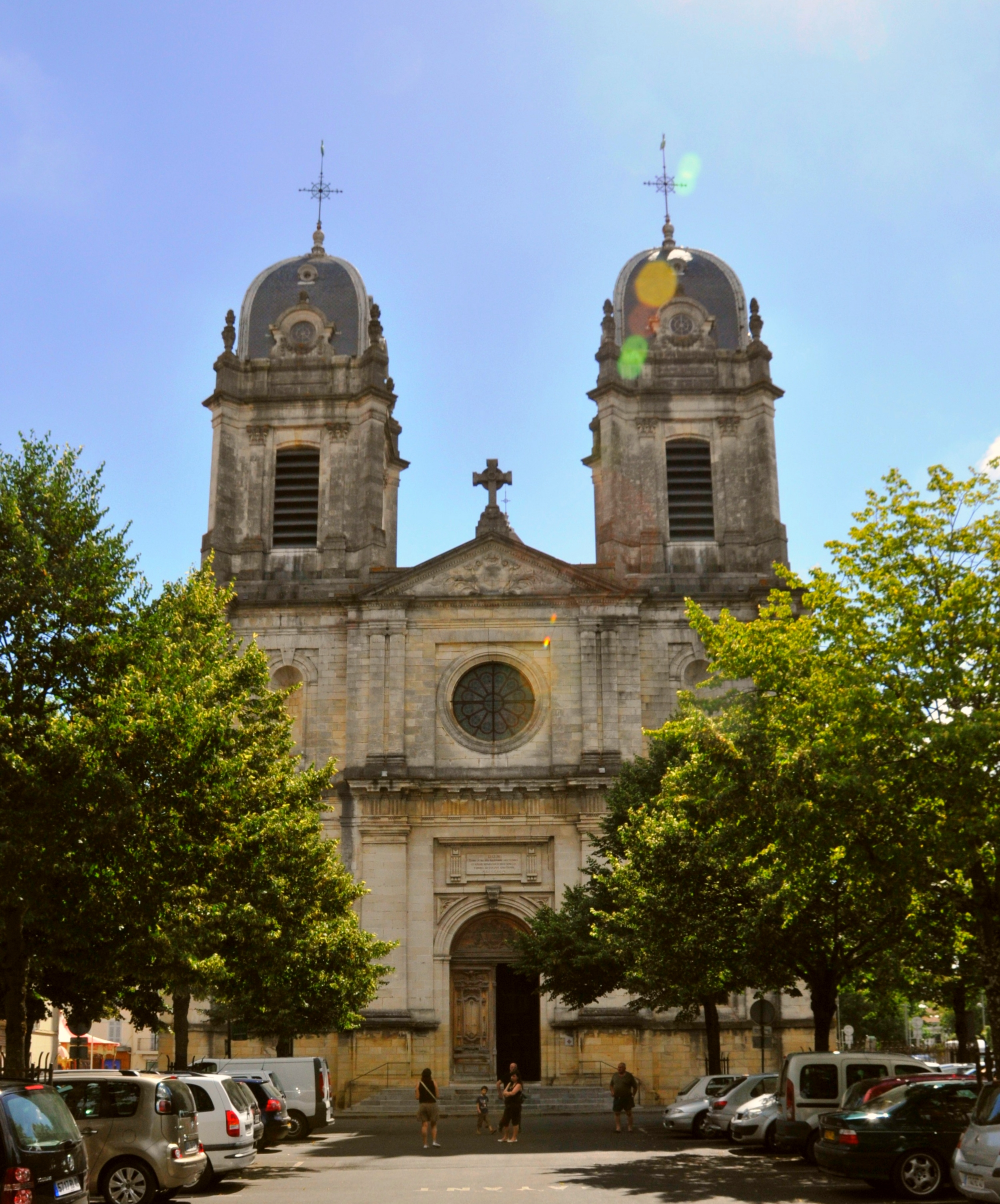
Fachada occidental
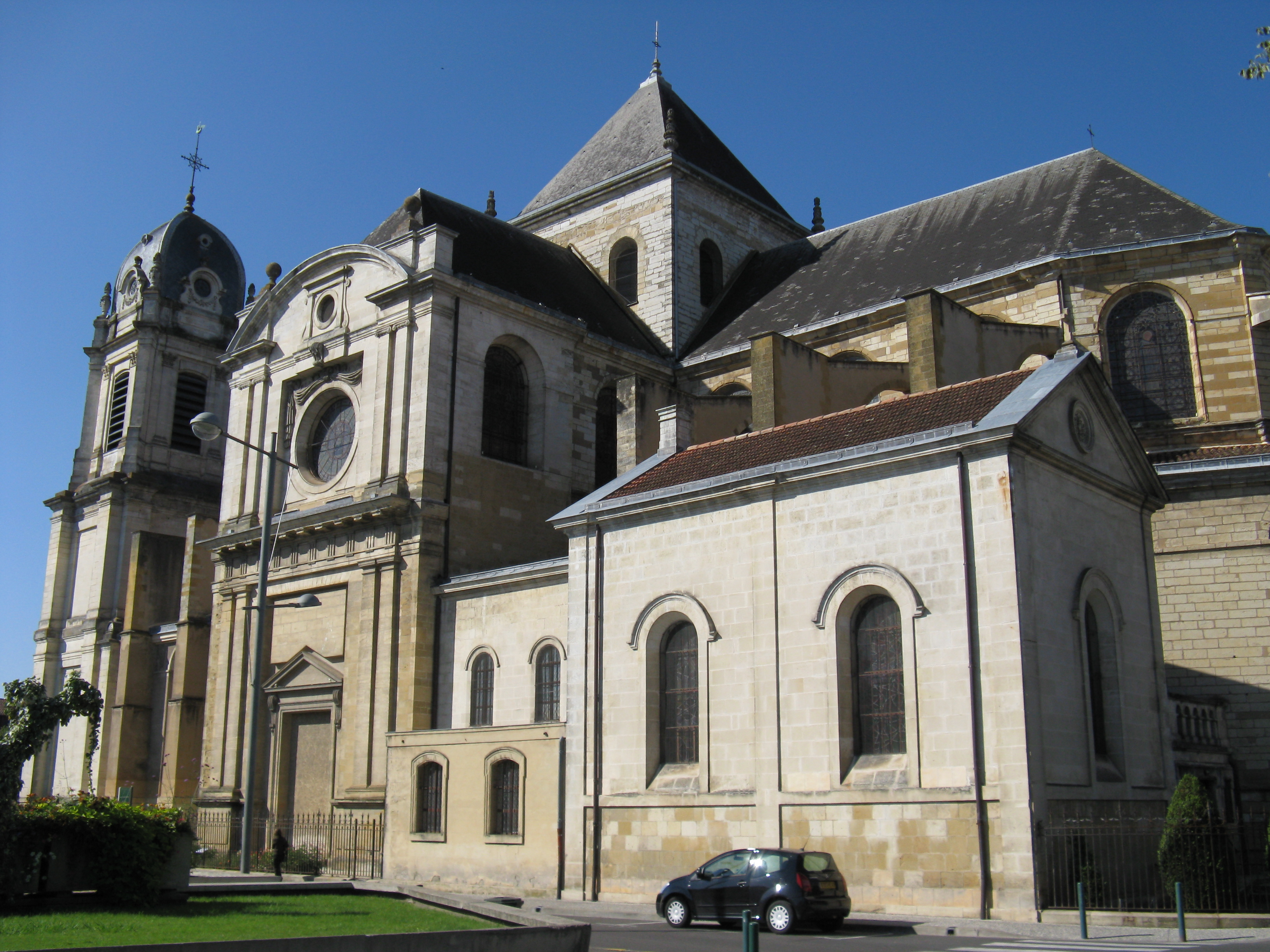
La Catedral
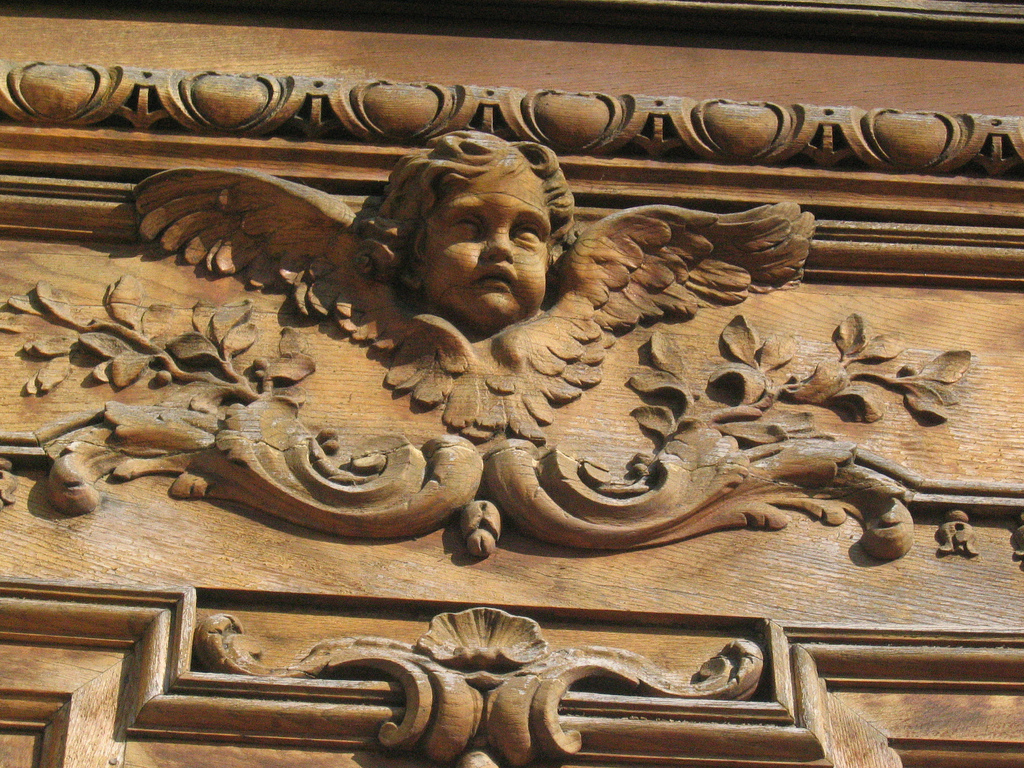
Detalle de la monumental puerta en la fachada
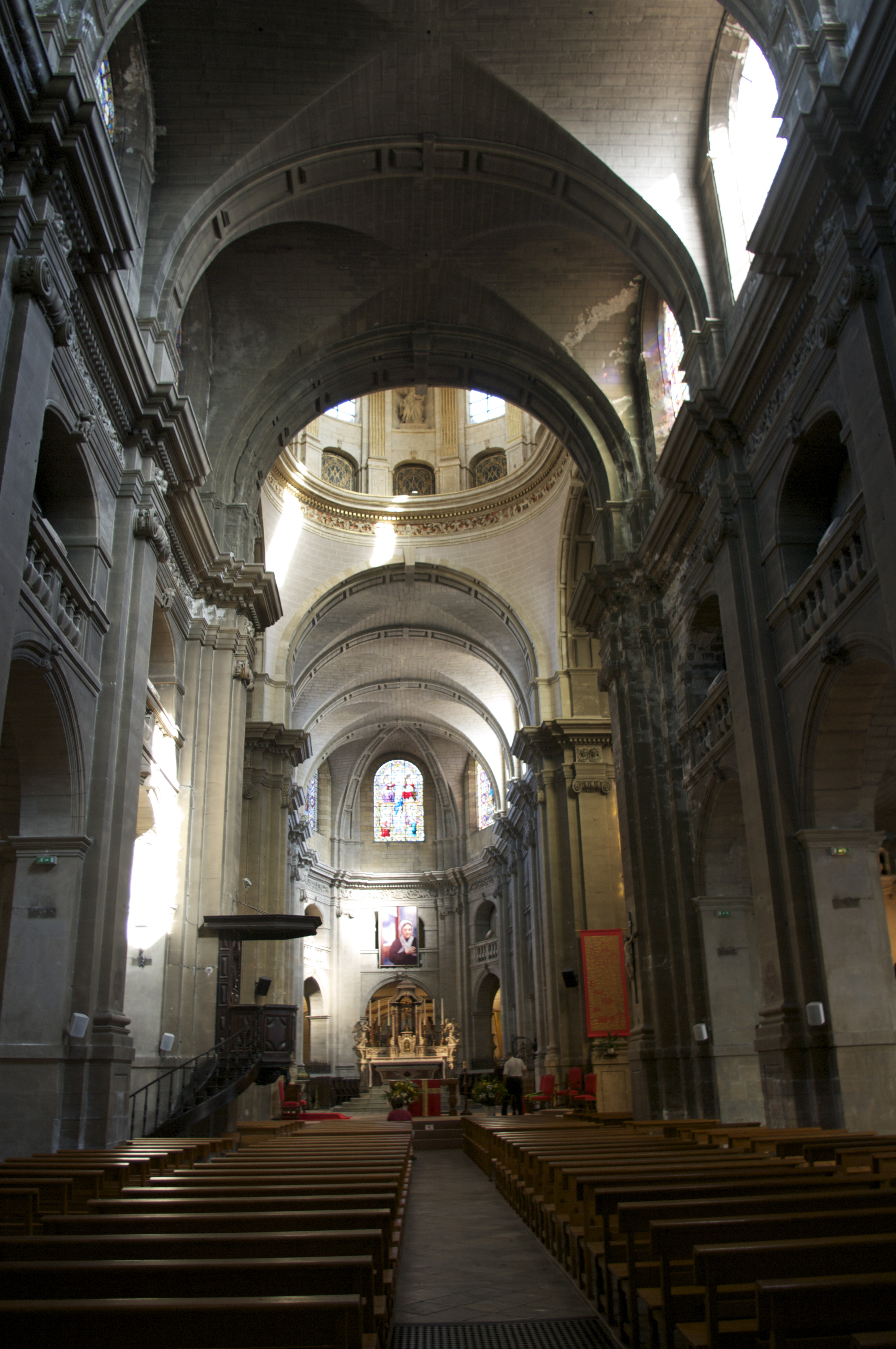
Interior de la catedral
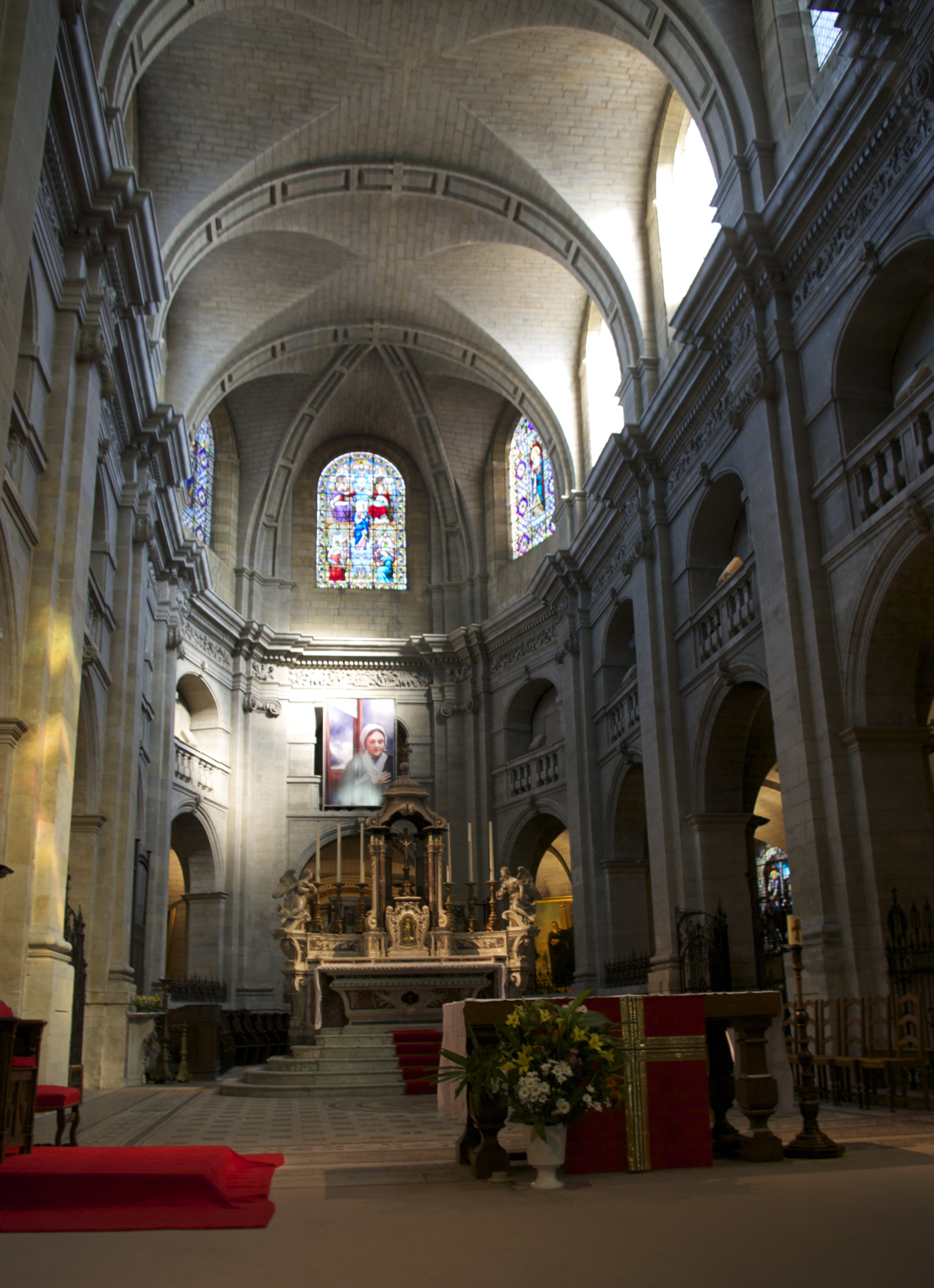
Coro de la catedral
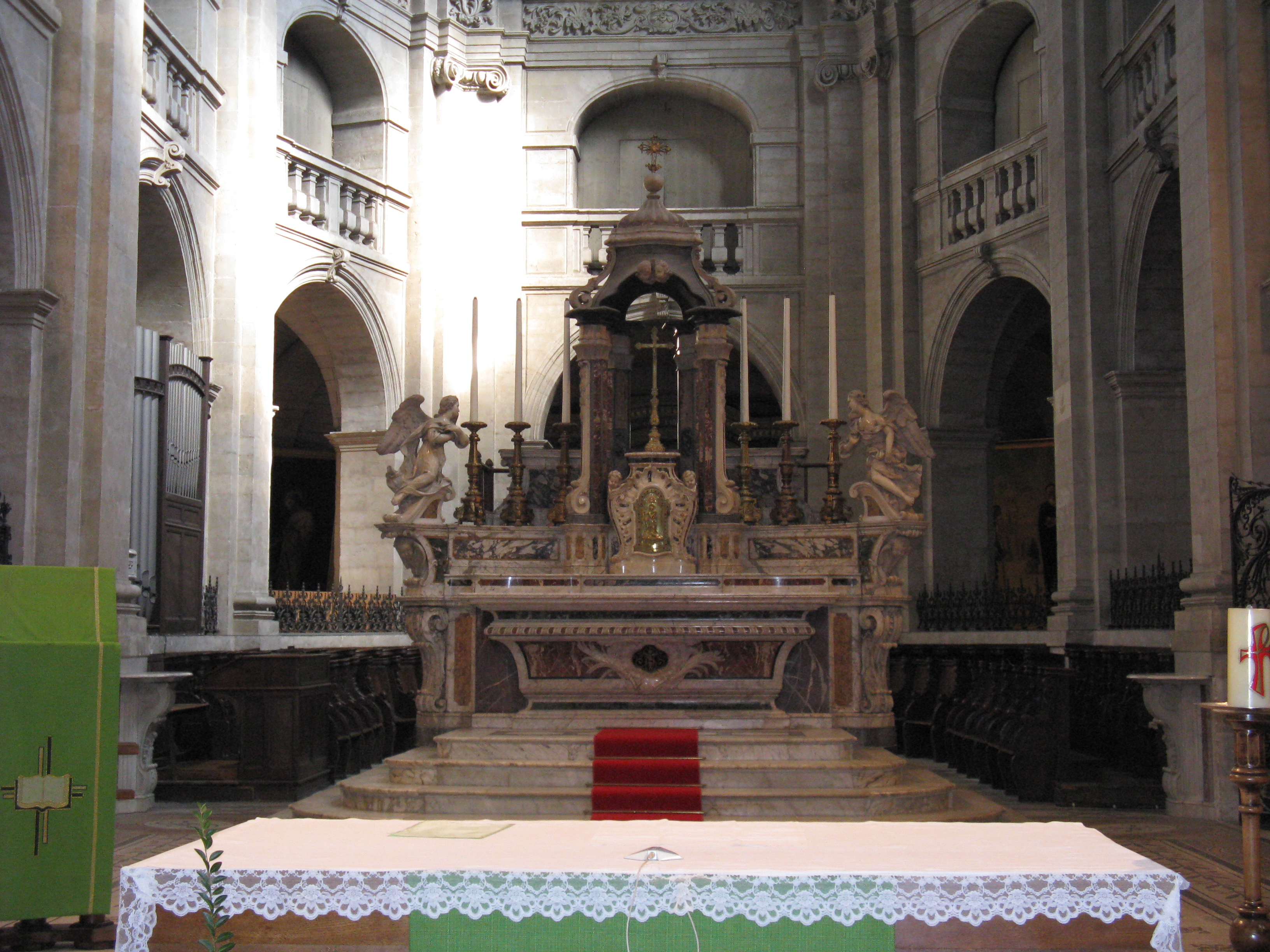
Altar principal y presbiterio
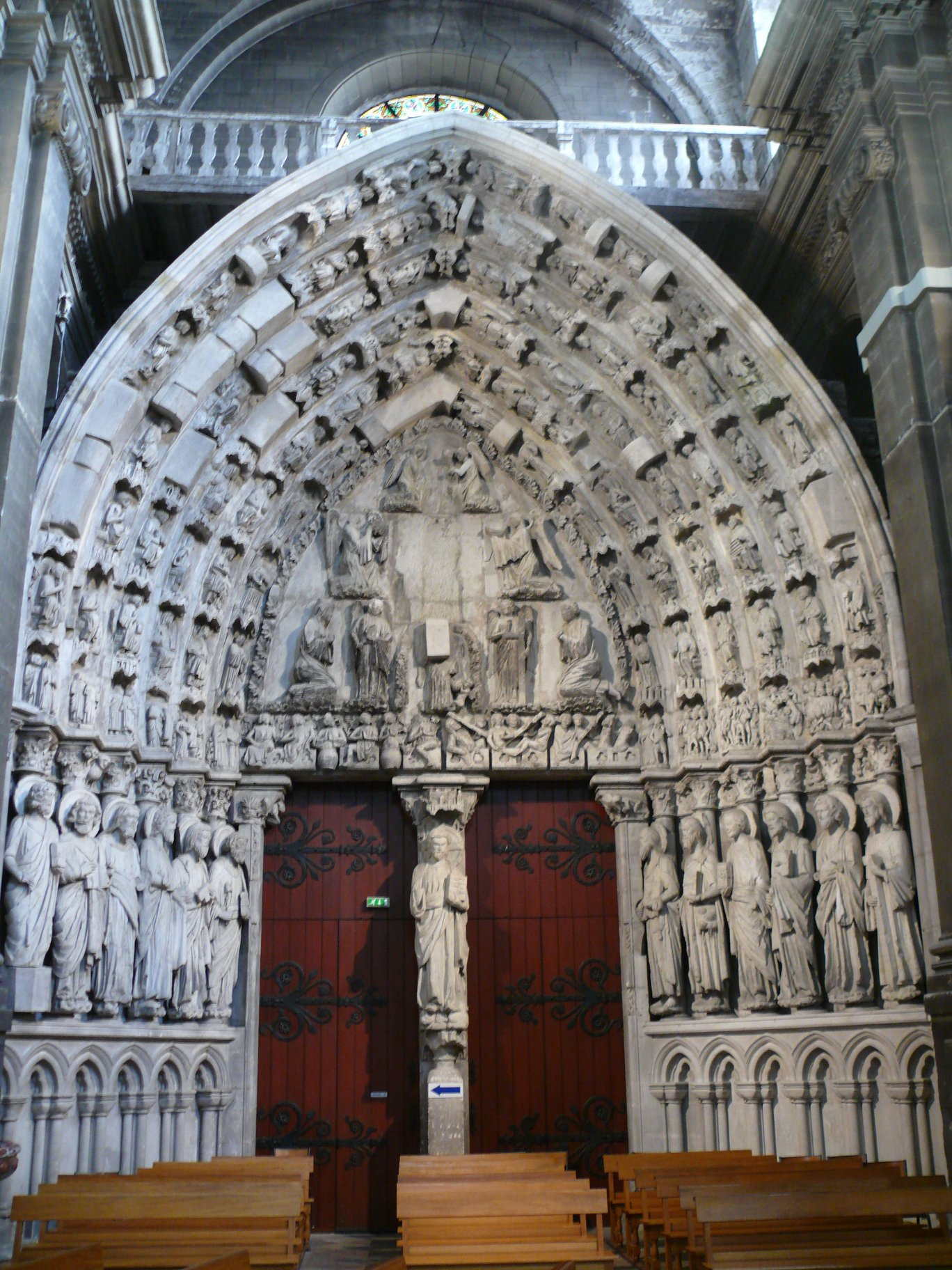
Portada de los Apóstoles
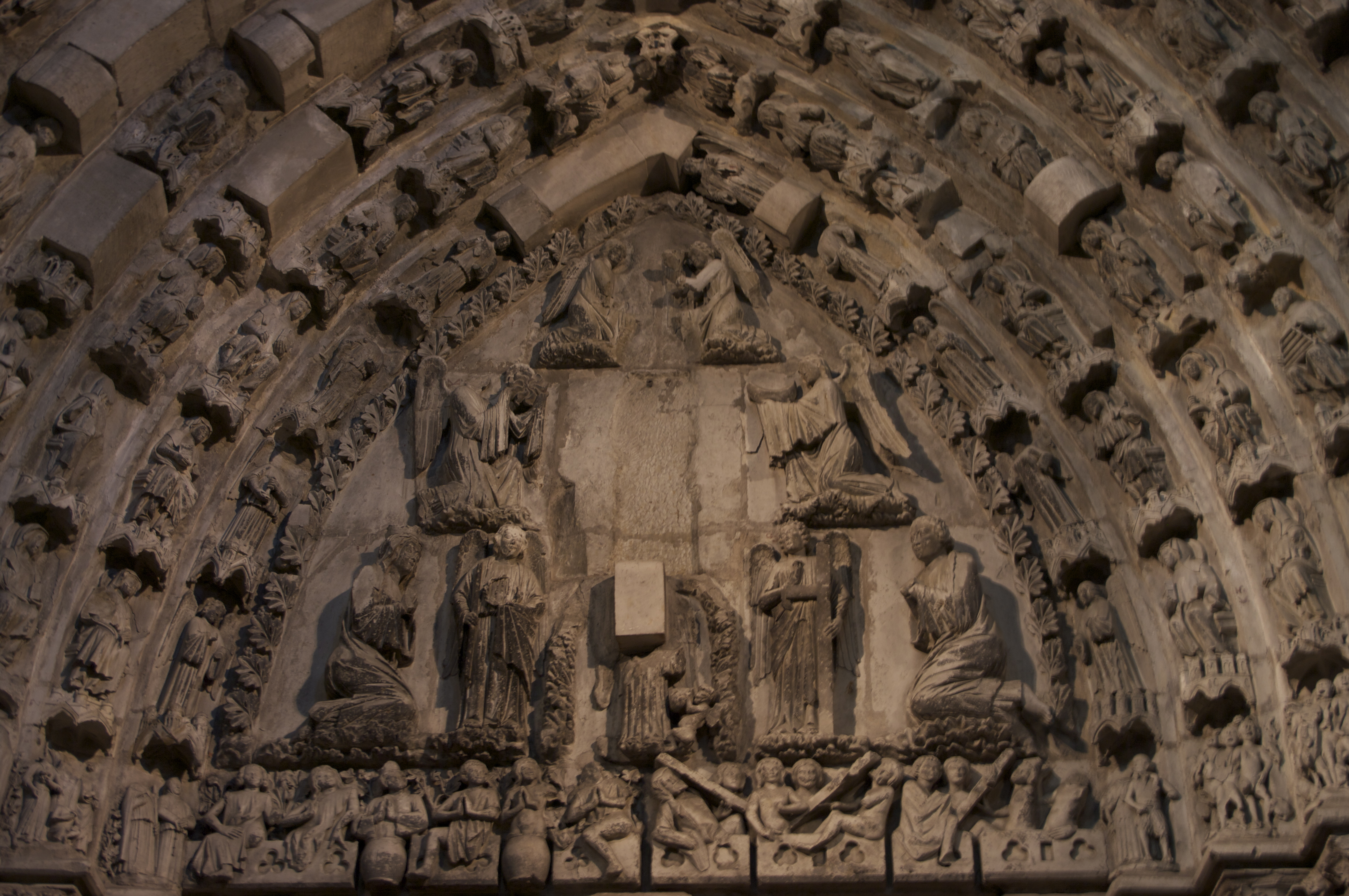
Detalle de la Portada de los Apóstoles
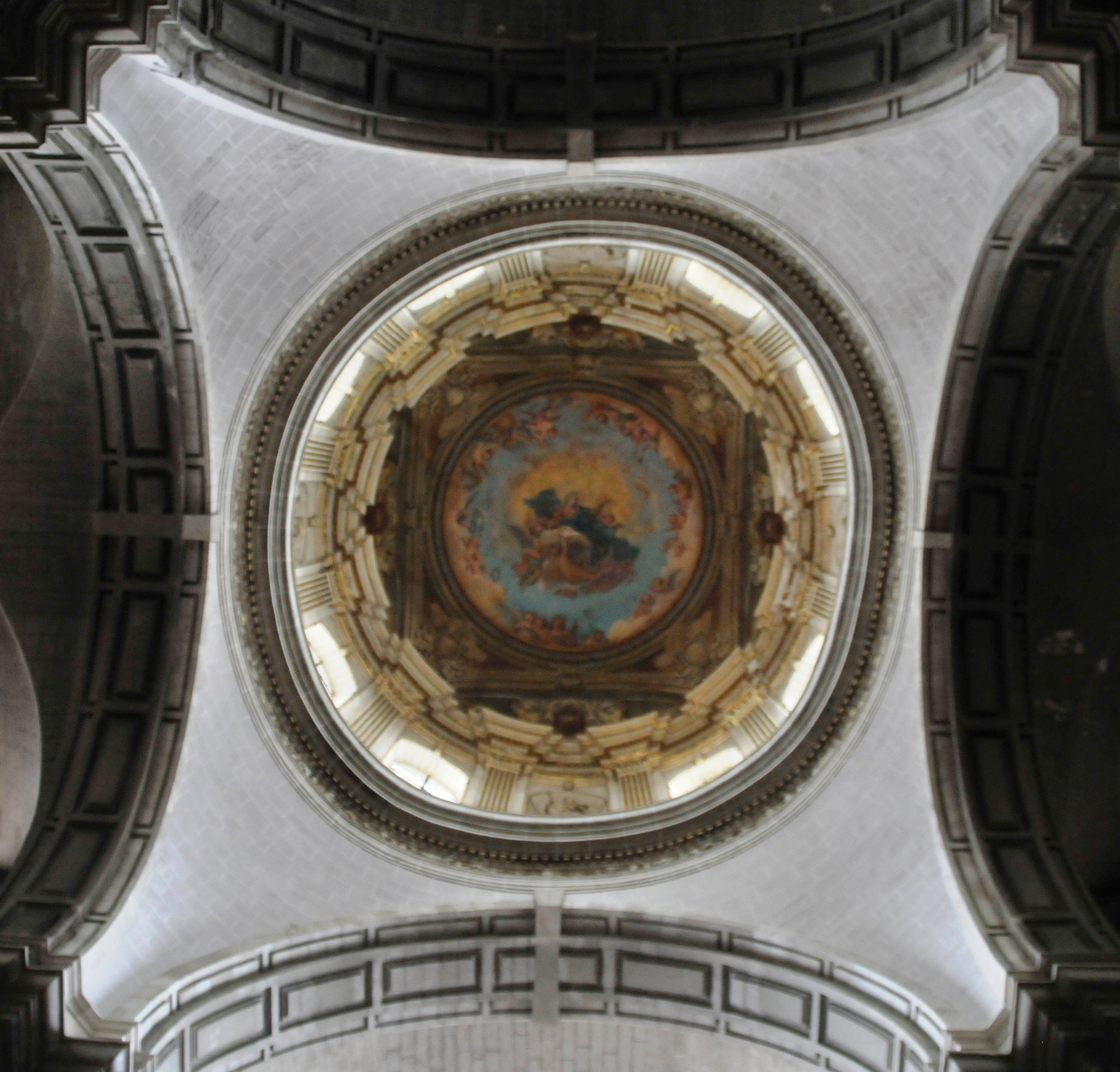
Cúpula
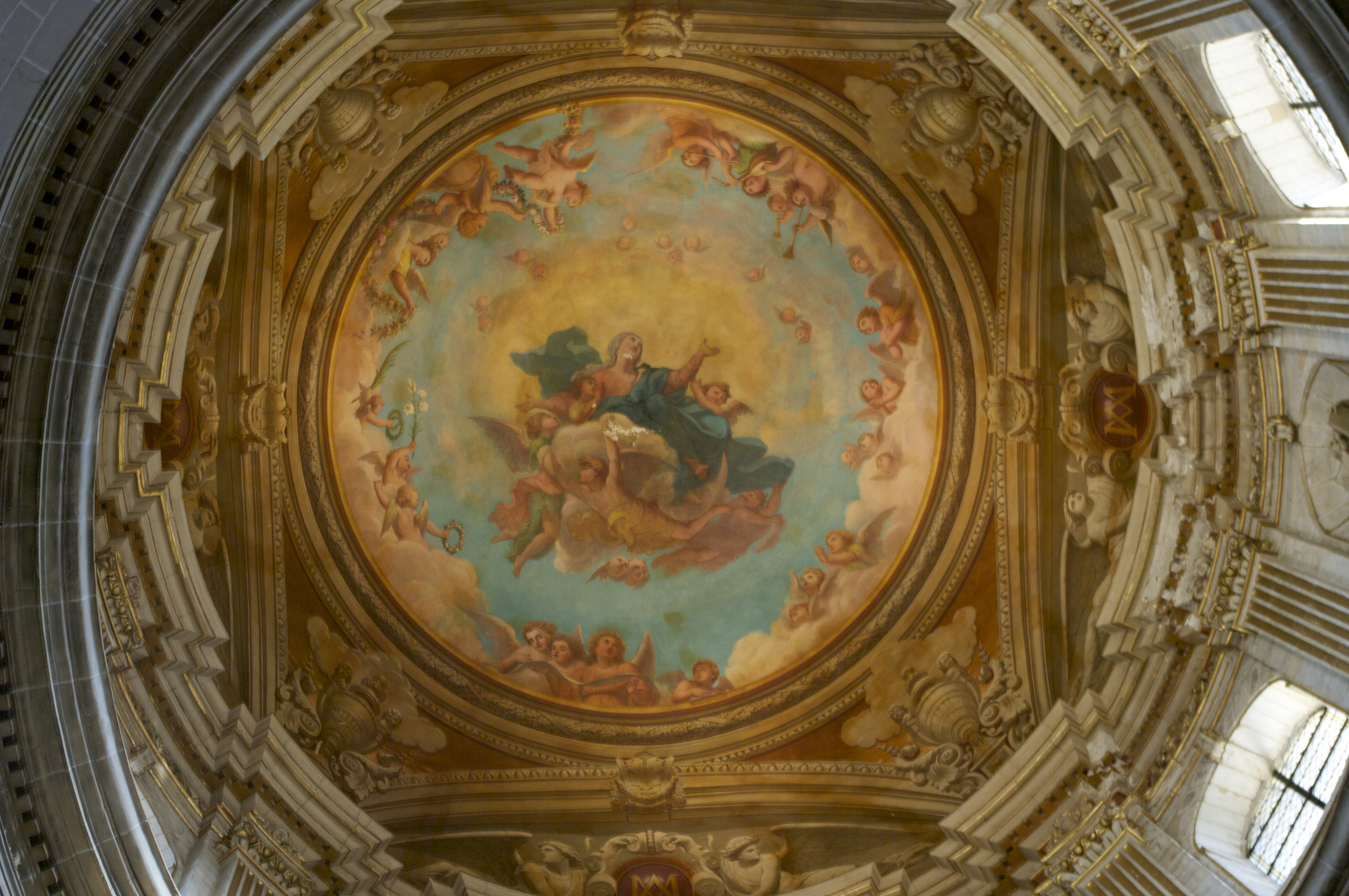
Detalle de la cúpula
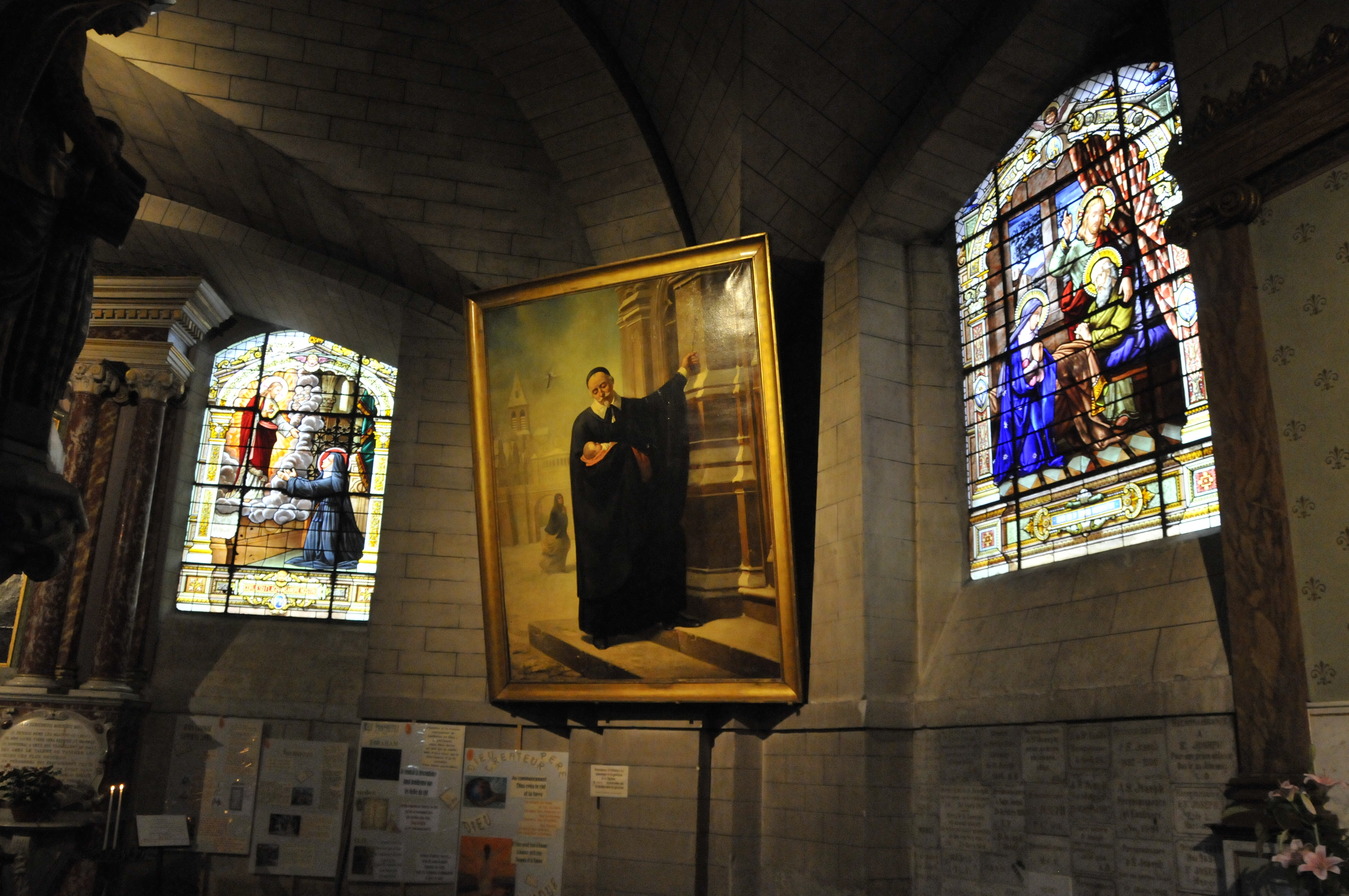
Retrato de San Vicente de Paul, santo local, fundador de la Congregación de la Misión (PP. Paúles).
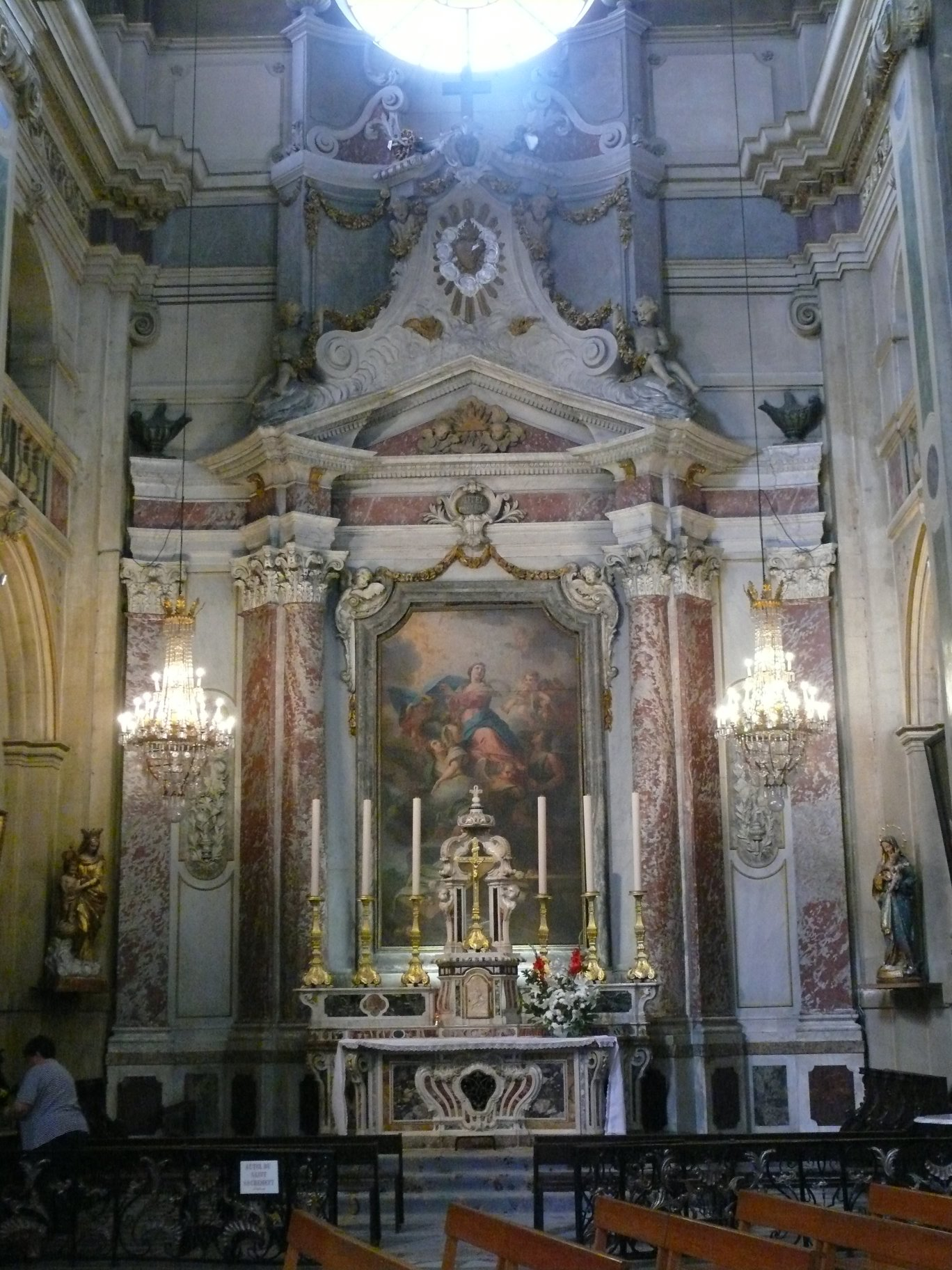
Vista del altar mayor presidido por la titular del templo, Santa María.
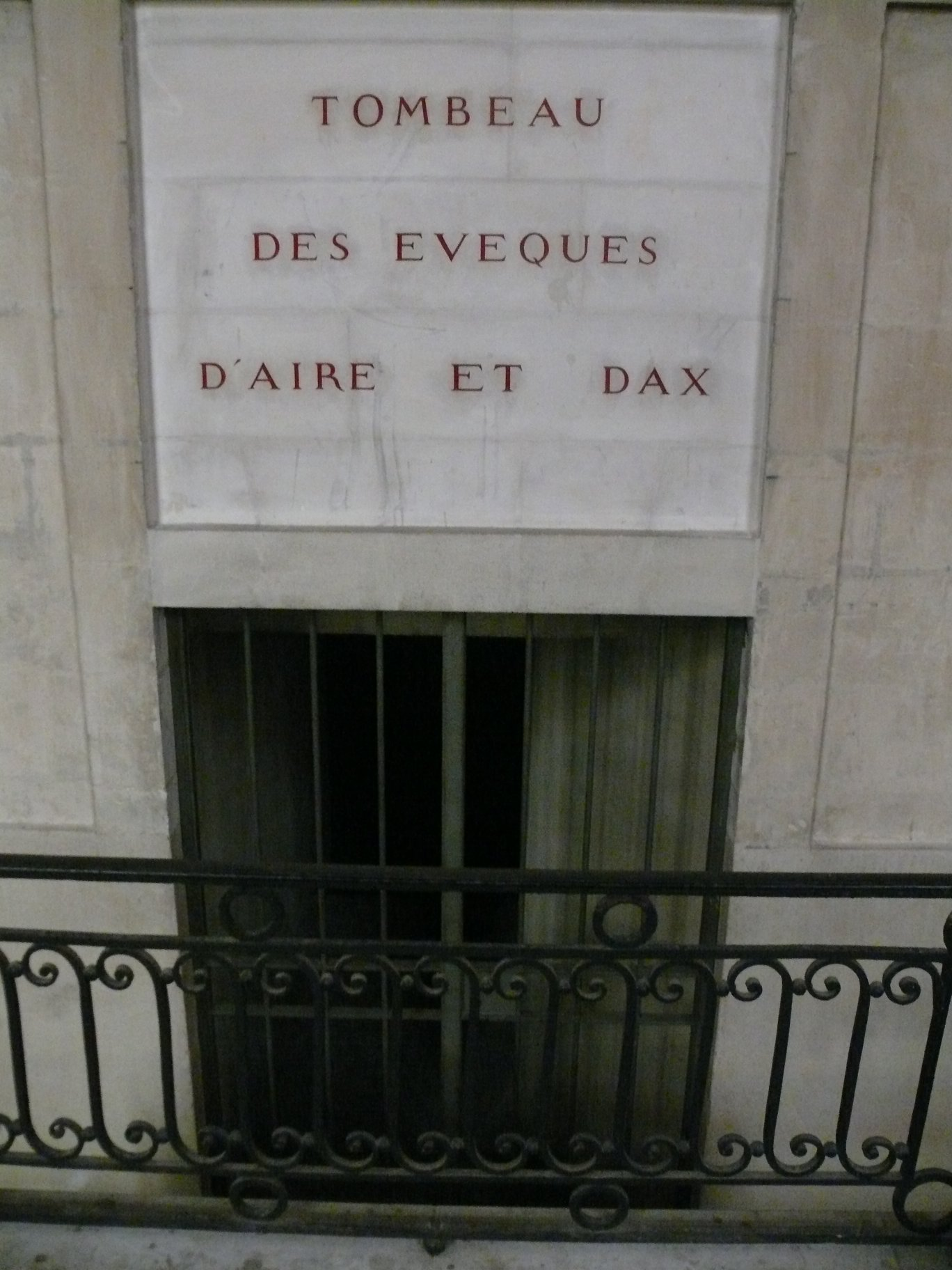
Mausoleo de los titulares de la diócesis de Aire y Dax.
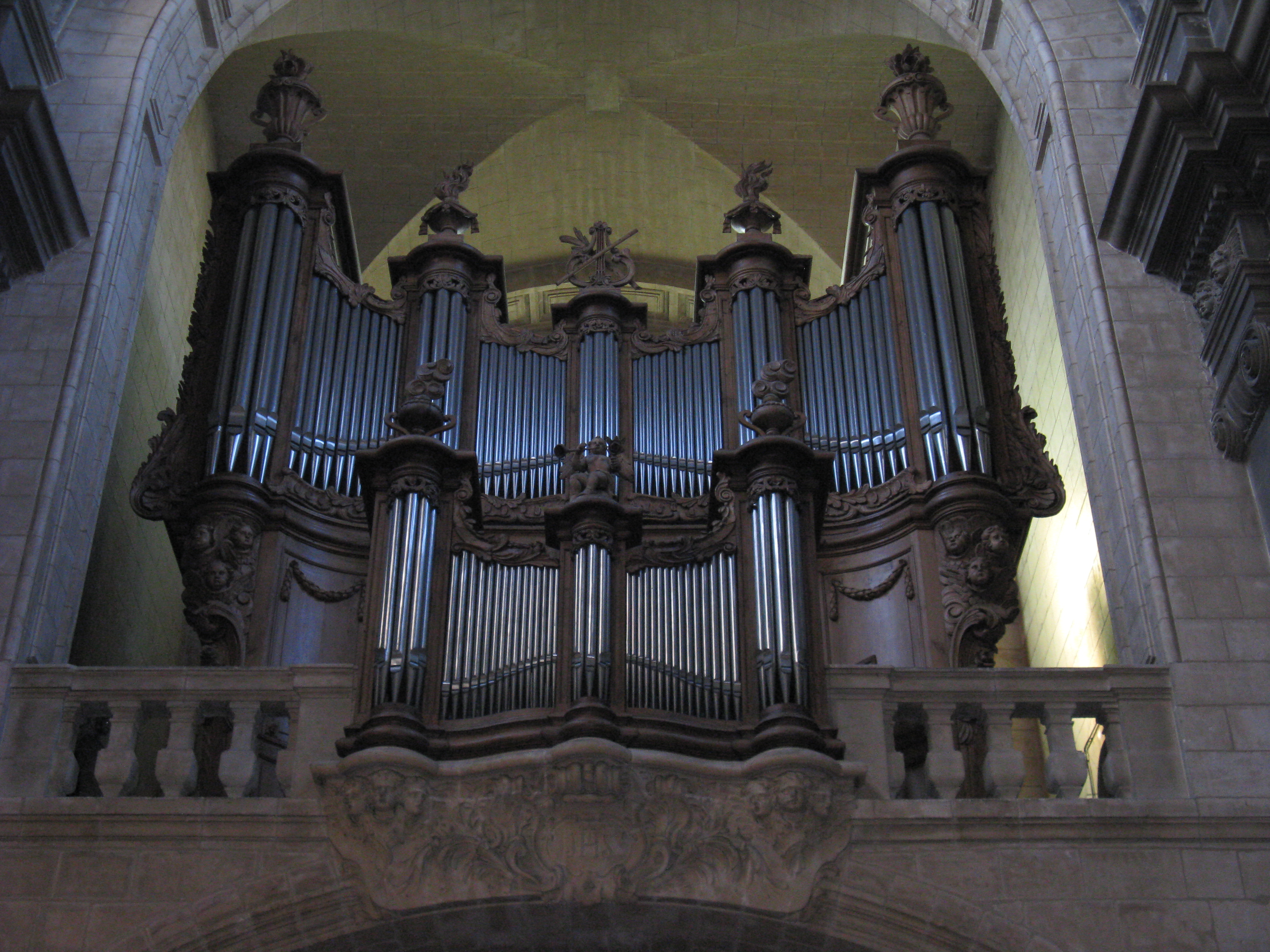
Órgano de la catedral de Dax